# Gier (1924)
Gier (Originaltitel: Greed) ist ein Stummfilm von Erich von Stroheim, der trotz der Zerstörung der Originalversion durch die Produzenten und Zensoren Bedeutung erlangte. 1991 wurde er in das National Film Registry aufgenommen.

## Handlung
McTeague, ein eher schlichter Mann, arbeitet in einem Bergwerk. Eines Tages folgt er auf Wunsch seiner Mutter einem Scharlatan, der sich als Zahnarzt betätigt, auf die Wanderschaft und lernt mehr schlecht als recht dessen Handwerk.
Einige Jahre später betreibt er in San Francisco eine eigene Praxis. Dort lernt er Trina, die Verlobte seines Freundes Marcus kennen, als dieser sie zu ihm in die Behandlung bringt. Als Trina betäubt auf dem Behandlungsstuhl liegt, wird McTeague von einem ihm zuvor unbekannten, heftigen Verlangen nach der Frau ergriffen, und küsst sie.
Bei einem Ausflug gesteht McTeague seinem Freund, dass er in seine Verlobte verliebt ist. Großspurig „überlässt“ Marcus sie ihm und beginnt eine Beziehung mit Selina, einer Cousine Trinas.
Obwohl Trina von dem grobschlächtigen McTeague nicht besonders angetan ist, beginnen sie sich regelmäßig zu treffen und auch Trinas Familie ist mit der Beziehung einverstanden. Es wird Verlobung gefeiert. Am selben Abend wird bekannt, dass Trina mit einem Los 5000 US-Dollar gewonnen hat.
Marcus wird von heftigem Neid ergriffen und er ist davon überzeugt, dass er Anspruch auf einen Teil des Geldes hätte. Eines Tages kommt es in der Kneipe zum offenen Streit, als Marcus betrunken ein Messer nach McTeague wirft und erfolglos einen Teil von Trinas Lotteriegewinn einfordert.
McTeague und Trina heiraten und führen vorerst ein einigermaßen harmonisches Leben. Marcus rächt sich an McTeague, indem er ihn bei den Behörden anzeigt, weil dieser ohne Zulassung als Zahnarzt praktiziert. McTeague darf als Folge davon seinen „Beruf“ nicht mehr ausüben. Das Paar könnte dank Trinas 5000 US-Dollar – rund 85.000 Dollar in heutiger Rechnung – trotzdem ein sorgenfreies Leben führen. Trina, die schon zuvor äußerst geizig war, weigert sich aber strikt, ihr Geld anzutasten. Stattdessen schickt sie McTeague auch im strömenden Regen auf Arbeitssuche. Nicht einmal für die Straßenbahn erhält McTeague etwas Kleingeld. Trinas Geiz nimmt krankhafte Züge an. Stundenlang putzt sie ihre Geldstücke, wenn McTeague außer Haus ist. Das Paar sinkt immer tiefer ins Elend. Der gutmütige McTeague lässt dies alles über sich ergehen, bis er anfängt zu trinken. Unter Alkoholeinfluss misshandelt er seine Frau brutal und beißt ihr in die Finger, um Geld von ihr zu erpressen. Völlig verwahrlost verlässt McTeague schließlich seine Frau.
Um nicht ihr Erspartes antasten zu müssen, arbeitet Trina als Putzfrau in einem Kindergarten. An einem Weihnachtsabend erscheint McTeague bei ihr und fordert die 5000 Dollar. Als Trina sich weigert, ermordet er sie, nimmt das Geld an sich und flieht. McTeague wird nun steckbrieflich gesucht. Marcus schließt sich einem Suchtrupp an und schließlich stellt er McTeague in der Wüste des Death Valley. Im Kampf um das Geld erschlägt McTeague Marcus, ist jedoch durch Handschellen, die dieser ihm zuvor angelegt hatte, an ihn gekettet. McTeague sieht in der tödlichen Hitze seinem Ende entgegen.

## Hintergrund
Erich von Stroheim war geradezu besessen von dem Roman McTeague des amerikanischen Naturalisten Frank Norris und plante, die Geschichte Seite für Seite zu verfilmen. Das reichte Stroheim aber nicht: Um McTeague noch deutlicher zu charakterisieren, drehte Stroheim auch einen ausführlichen Prolog, der im Roman nicht vorhanden ist.
In diesem Film waren nicht – wie in den anderen Arbeiten Stroheims – dekadente Verführer und Königshäuser seine Sujets, sondern die amerikanischen Underdogs und Kleinbürger. Stroheims eigenwillige Methoden unterschieden sich aber bei den Dreharbeiten nicht von denen seiner anderen Filme: Jedes kleinste Detail des Romans sollte auch im Film zu sehen sein. Gedreht wurde an Originalschauplätzen in San Francisco und im Death Valley. Für den Prolog, der in der Originalfassung über eine Stunde dauerte, mietete Stroheim ein stillgelegtes Bergwerk und drehte wochenlang in den Stollen die Szenen, die McTeague als Kumpel zeigen.
Stroheim drehte manche Szenen unzählige Male, bis er den gewünschten Effekt erreicht hatte.
Der Hauptdarsteller Gibson Gowland musste sich von einem professionellen Messerwerfer, den Stroheim angeheuert hatte, mit echten Messern bewerfen lassen, damit eine Szene echt wirkte. Die Schlussszenen im Death Valley wurden auch dort gedreht – bei zeitweise 50 Grad im Schatten. Ein Mitarbeiter starb wegen der Hitze. Alle Beteiligten waren am Schluss der Dreharbeiten körperlich entkräftet.
Die Einrichtungen der ärmlichen Wohnungen wurden von Stroheim persönlich in Trödlerläden zusammengesucht. Klingeln hatten zu funktionieren – obwohl es ein Stummfilm war; das billige Bier musste – während der Prohibition – echt sein.

### Kontroversen um Kürzungen
Stroheims ursprünglich episches Werk bestand aus 42 Filmrollen, daher hatte der ursprüngliche Director’s Cut eine Laufzeit von monumentalen 9 Stunden. Nur 12 Personen haben diese Version bei einer MGM-Studiovorführung gesehen.
Es war Stroheims Wunsch gewesen, den Roman von Frank Norris so werksgetreu und ausführlich sowie so realistisch wie nur möglich umzusetzen. Die Produzenten lehnten seine Vorstellung ab, einerseits waren sie der Ansicht das Werk sei überladen und zu detailverliebt, außerdem erschien es ihnen in seinem Naturalismus überhöht. Noch dazu war Gier in ihren Augen keine familienfreundliche Kinounterhaltung, da er nicht nur kaputte Menschen und ihre persönlichen Abgründe zeigte, sondern in dem die weibliche Hauptperson den kapitalistischen Gral des Privateigentums negativ ins Lächerliche zog.
Zunächst reduzierte von Stroheim das Filmmaterial selbst, bis zum März 1924, auf 24 Filmrollen, was etwa sechs Stunden entspricht. Schon dieser Schritt fiel ihm persönlich sehr schwer, er hoffte aber noch, so einen von ihm abgesegneten Kompromiss mit seinem Studio zu finden.
Das Studio verlangte weitere Kürzungen. Strohheim äußerte sich zu einer 14 Rollen langen Fassung mit den Worten sie sei „nur noch das Skelett meines toten Kindes“ (only the skeleton of my dead child).
In weiteren Zwischenschritten wurde der Film auf eine Länge von etwa 10 Rollen, was einer Länge von etwa 145 Minuten entspricht, gekürzt. Über drei Viertel der ursprünglichen Version waren dem Schnitt zum Opfer gefallen. Mehrere Personen hatten sich an den umfangreichen Kürzungen beteiligt, darunter auch der damals bekannte Regisseur Rex Ingram. Schon die ersten zwei Stunden der Langfassung wurden fast komplett herausgeschnitten, dadurch verschwanden mehrere Figuren und ganze Handlungsstränge aus dem Film.

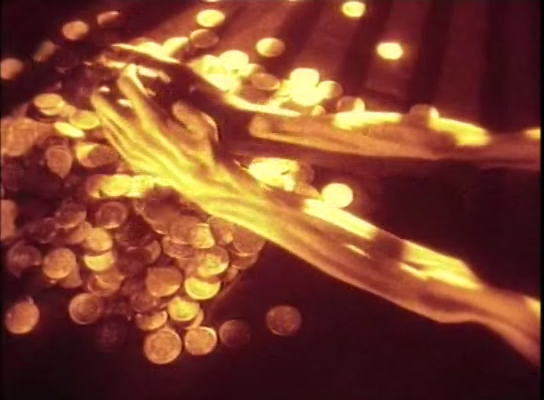
Einige Szenen, wie diese, waren von v. Stroheim in Handarbeit vergoldet worden

Unter anderem wurden folgende Nebenhandlungen und Szenen entfernt oder stark gekürzt:
- Der ausführliche Prolog, in dem McTeagues Alltag und seine Familienverhältnisse vor seiner Zeit beim Zahnarzt gezeigt werden
- McTeagues Lehrjahre beim falschen Zahnarzt
- Marcus’ Arbeit in einer Hundeklinik
- Die zwei alten Leute, die im selben Haus wie McTeague Wand an Wand wohnen und nach langen, schüchternen Annäherungen zueinander finden
- Die Geschichte vom Lumpensammler Zerkov, der die Putzfrau Maria wegen eines eingebildeten Goldschatzes ermordet und dann Suizid verübt
- Das Picknick von McTeague und Marcus mit Trinas Familie, in dessen Verlauf McTeague Marcus bei einem Wettkampf einen Arm bricht.
- Die Umzüge der McTeagues in immer ärmlichere Behausungen und die Versteigerung ihres Besitzes
- McTeagues Arbeit als Möbelpacker
- McTeague, der auf der Flucht zusammen mit einem Freund Gold schürft und eine Goldader findet
- Ein Cameo-Auftritt Stroheims als Ballon-Verkäufer

### Zerstörung des Originals und teilweise Rekonstruktion
Der damalige Leiter von MGM, Irving Thalberg, gab nach den letzten Kürzungen schließlich eine Version von 143 Minuten Länge frei. Das „überschüssige“ Filmmaterial des Originals ließ das Studio einschmelzen, um das darin enthaltene Silbernitrat zurückzugewinnen. Aus heutiger Sicht tragisch, zumal der Film von Gier und dem Geiz handelt.
Von den herausgeschnittenen Szenen blieben lediglich einige Standfotos erhalten. Für Turner Classic Movies erstellte der Filmhistoriker Rick Schmidlin 1999 mit Hilfe der Standfotos und Stroheims Drehbuch eine Fassung von 243 Minuten, die wenigstens einen ungefähren Eindruck des Ganzen bietet. Diese knapp vierstündige Fassung (239 Minuten) wurde 2005 von Arte gezeigt.
Die restaurierte Fassung zitiert Erich von Stroheim zu Beginn des Filmes mit folgender Aussage:

„Auch wenn ich drei Wochen Zeit zum Reden hätte, könnte ich nicht annähernd den Schmerz beschreiben, welchen mir die Verstümmelung meines Werkes bereitet hat.“

## Rezeption
Gier war in den USA ein Misserfolg an der Kinokasse und wurde von den meisten Kritikern vehement abgelehnt. Auch in Deutschland rief der Film heftige Reaktionen hervor. So ließen sich etwa in Berlin empörte Zuschauer das Eintrittsgeld zurückerstatten und der Film wurde nach wenigen Tagen wieder aus dem Programm genommen.

### Einfluss
Der Einfluss von Gier auf andere Regisseure war jedoch groß und er begeisterte über die Jahre zahlreiche Kollegen vom Fach, darunter auch die Jury des Festival Mondial du Film et des Beaux Arts de Belgique, die ihn im Jahr 1952 auf Platz 5 ihrer persönlichen Filmfavoriten wählte. Zu seinen direkten Fürsprechern, die Gier in ihre persönliche Top 10 wählten zählten damals Luis Buñuel (1900–1983), Luchino Visconti (1906–1976), Billy Wilder (1906–2002) und Orson Welles (1915–1985).
Später schloss sich auch noch Regisseur Guillermo del Toro (* 1965) dem Kreis der Fangemeinde an.

### Kritiken
„Verstümmelt, aber ein filmisches Meisterwerk. Dieses Stummfilm-Drama von Erich von Strohheim ging in die Filmgeschichte ein.“

„„Greed“ entpuppte sich zunächst als kommerzieller und künstlerischer Flop, da Regisseur Erich von Stroheim seine legendäre Detailtreue hier ad absurdum führte und dem geldgebenden Studio MGM eine neunstündige Originalfassung präsentierte. Doch der mehrmals gekürzte, zum Teil von Unbefugten zusammengeschnittene Rest des Film [sic!] kam später zu beachtenswertem Ruhm und gilt heute als Meisterwerk der Stummfilm-Ära. Die düstere Geschichte über die unstillbare Gier nach Geld wird in präzisen, faszinierend expressiven Bildern dargestellt und mit pointierender elektronischer Orgelmusik begleitet.“

Betrachtet man heute das filmische Lebenswerk von Stroheims, so wird neben Gier oft noch sein anderes, großes Meisterwerk Der Hochzeitsmarsch von 1928 genannt, welches von den Paramount Studios ebenfalls um mehr als die Hälfte gekürzt wurde.
Heute ist Gier noch immer regelmäßig in den Bestenlisten der Filmgeschichte vertreten. Auch 2020 war der Film noch immer auf Platz 97 der Liste der 1.000 besten Filme aller Zeiten bei They shoot pictures don't they?.